# Faiza Aisahin
Faiza Aisahin (en árabe: فايزة عيساحين‎; 20 de julio de 1993) es una deportista argelina que compite en judo.
Ganó dos medallas en los Juegos Panafricanos, en los años 2019 y 2023, y siete medallas en el Campeonato Africano de Judo entre los años 2016 y 2025.

## Palmarés internacional
| Juegos Panafricanos | Juegos Panafricanos       | Juegos Panafricanos | Juegos Panafricanos |
| Año                 | Lugar                     | Medalla             | Categoría           |
| ------------------- | ------------------------- | ------------------- | ------------------- |
| 2019                | Rabat (Marruecos)         | Medalla de oro      | –52 kg              |
| 2023                | Acra (Ghana)              | Medalla de plata    | Equipo mixto        |
| Campeonato Africano |                           |                     |                     |
| Año                 | Lugar                     | Medalla             | Categoría           |
| 2016                | Túnez (Túnez)             | Medalla de bronce   | –52 kg              |
| 2017                | Antananarivo (Madagascar) | Medalla de bronce   | –52 kg              |
| 2018                | Túnez (Túnez)             | Medalla de bronce   | –52 kg              |
| 2022                | Orán (Argelia)            | Medalla de oro      | –52 kg              |
| 2023                | Casablanca (Marruecos)    | Medalla de plata    | –52 kg              |
| 2024                | El Cairo (Egipto)         | Medalla de bronce   | –52 kg              |
| 2025                | Abiyán (Costa de Marfil)  | Medalla de plata    | –52 kg              |